# 五洞桥 (台州)
五洞桥原名孝友桥，俗称西桥，为位于中国浙江省台州市黄岩区西城街道西街西端的一座五孔石拱桥（现最西侧桥孔已被填，上有民居），东西向跨护城河西江河。该桥原在黄岩县城西门液金门外，为北宋元祐年间由县令张元仲主持建造，因张元仲字孝友而得名。南宋庆元二年（1196）毁于水，由邑人赵伯澐发起重建，改为五洞，后又逐渐毁坏，今桥为清雍正十三年（1735）总戎吴进义委托明因寺僧人世月重建。
按县志载桥长六十丈，广三丈，今实测长63.5米，宽4.3米，每孔净跨8.7米，拱券采用纵联分节并列砌筑，桥面亦随桥孔成五折波浪形起伏状，可减轻桥身自重并使造型更加美观。桥两侧设须弥座式栏板和覆莲望柱。